# Красный Пахарь (Новосибирская область)
Кра́сный Па́харь — посёлок в Барабинском районе Новосибирской области. Входит в состав Шубинского сельсовета.

## География
Площадь посёлка — 11 гектаров.

## История
В 1976 году указом Президиума Верховного Совета РСФСР посёлок фермы № 2 совхоза «Шубинский» переименован в Красный Пахарь.

## Население
| 2002 | 2007 | 2010 |
| ---- | ---- | ---- |
| 145  | ↘130 | ↘117 |

## Инфраструктура
В посёлке по данным на 2007 год функционируют 1 учреждение здравоохранения.